# Badminton-Junioreneuropameisterschaft 2024
Die Badminton-Junioreneuropameisterschaft 2024 fand vom 26. November bis zum 5. Dezember 2024 in Blanca Dona statt.

## Medaillengewinner
| Disziplin    | Gold                                   | Silber                                         | Bronze                                           |
| ------------ | -------------------------------------- | ---------------------------------------------- | ------------------------------------------------ |
| Herreneinzel | Mateusz Golas                          | Arthur Tatranov                                | Tiago Berenguer                                  |
| Herreneinzel | Mateusz Golas                          | Arthur Tatranov                                | Matthew Waring                                   |
| Dameneinzel  | Kaloyana Nalbantova                    | Avza Bodur                                     | Siofra Flynn                                     |
| Dameneinzel  | Kaloyana Nalbantova                    | Avza Bodur                                     | Lucie Krulová                                    |
| Herrendoppel | Thibault Gardon Tom Lalot Trescarte    | Robert Nebel Otto Reiler                       | Phillip Kryger Boe Jesper Østergaard Christensen |
| Herrendoppel | Thibault Gardon Tom Lalot Trescarte    | Robert Nebel Otto Reiler                       | Danial Iman Marzuan Mark Niemann                 |
| Damendoppel  | Elsa Jacob Camille Pognante            | Amanda Aarrebo Petersen Maria Højlund Tommerup | Macarena Izquierdo Carmen María Jiménez          |
| Damendoppel  | Elsa Jacob Camille Pognante            | Amanda Aarrebo Petersen Maria Højlund Tommerup | Shreya Hochscheid Marie Sophie Stern             |
| Mixed        | Thibault Gardon Kathell Desmots-Chacun | Otto Reiler Amanda Aarrebo Petersen            | Buğra Aktaş Sinem Yıldız                         |
| Mixed        | Thibault Gardon Kathell Desmots-Chacun | Otto Reiler Amanda Aarrebo Petersen            | Adolfo Lopez Carmen María Jiménez                |

## Teams

### Gruppe 1
| Platz | Team       | Pld | W | L | MF | MA | MD | GF | GA | GD  | PF  | PA  | PD   | Pts | Qualifikation |  | FRA | SWE | HUN |
| ----- | ---------- | --- | - | - | -- | -- | -- | -- | -- | --- | --- | --- | ---- | --- | ------------- |  | --- | --- | --- |
| 1     | Frankreich | 2   | 2 | 0 | 8  | 2  | +6 | 16 | 5  | +11 | 415 | 289 | +126 | 2   | Q             |  | —   | 4–1 | 4–1 |
| 2     | Schweden   | 2   | 1 | 1 | 4  | 6  | −2 | 9  | 13 | −4  | 345 | 408 | −63  | 1   |               |  |     | —   | 3–2 |
| 3     | Ungarn     | 2   | 0 | 2 | 3  | 7  | −4 | 8  | 15 | −7  | 368 | 431 | −63  | 0   |               |  |     | —   |     |

### Gruppe 2
| Platz | Team      | Pld | W | L | MF | MA | MD  | GF | GA | GD  | PF  | PA  | PD   | Pts | Qualifikation |  | DEN | SLO | CYP |
| ----- | --------- | --- | - | - | -- | -- | --- | -- | -- | --- | --- | --- | ---- | --- | ------------- |  | --- | --- | --- |
| 1     | Dänemark  | 2   | 2 | 0 | 10 | 0  | +10 | 20 | 0  | +20 | 423 | 242 | +181 | 2   | Q             |  | —   | 5–0 | 5–0 |
| 2     | Slowenien | 2   | 1 | 1 | 4  | 6  | −2  | 8  | 13 | −5  | 347 | 381 | −34  | 1   |               |  |     | —   | 4–1 |
| 3     | Zypern    | 2   | 0 | 2 | 1  | 9  | −8  | 3  | 18 | −15 | 279 | 426 | −147 | 0   |               |  |     | —   |     |

### Gruppe 3
| Platz | Team      | Pld | W | L | MF | MA | MD  | GF | GA | GD  | PF  | PA  | PD   | Pts | Qualifikation |  | POL | BUL | SVK | LAT |
| ----- | --------- | --- | - | - | -- | -- | --- | -- | -- | --- | --- | --- | ---- | --- | ------------- |  | --- | --- | --- | --- |
| 1     | Polen     | 3   | 3 | 0 | 12 | 3  | +9  | 25 | 7  | +18 | 626 | 396 | +230 | 3   | Q             |  | —   | 3–2 | 4–1 | 5–0 |
| 2     | Bulgarien | 3   | 2 | 1 | 9  | 6  | +3  | 20 | 12 | +8  | 562 | 495 | +67  | 2   |               |  |     | —   | 3–2 | 4–1 |
| 3     | Slowakei  | 3   | 1 | 2 | 7  | 8  | −1  | 16 | 18 | −2  | 583 | 597 | −14  | 1   |               |  |     | —   | 4–1 |     |
| 4     | Lettland  | 3   | 0 | 3 | 2  | 13 | −11 | 4  | 28 | −24 | 366 | 649 | −283 | 0   |               |  |     |     | —   |     |

### Gruppe 4
| Platz | Team     | Pld | W | L | MF | MA | MD | GF | GA | GD | PF  | PA  | PD   | Pts | Qualifikation |  | ROU | UKR | ITA | FIN |
| ----- | -------- | --- | - | - | -- | -- | -- | -- | -- | -- | --- | --- | ---- | --- | ------------- |  | --- | --- | --- | --- |
| 1     | Rumänien | 3   | 2 | 1 | 8  | 7  | +1 | 18 | 16 | +2 | 591 | 593 | −2   | 2   | Q             |  | —   | 3–2 | 4–1 | 1–4 |
| 2     | Ukraine  | 3   | 2 | 1 | 9  | 6  | +3 | 20 | 14 | +6 | 634 | 534 | +100 | 2   |               |  |     | —   | 3–2 | 4–1 |
| 3     | Italien  | 3   | 1 | 2 | 7  | 8  | −1 | 15 | 17 | −2 | 523 | 593 | −70  | 1   |               |  |     | —   | 4–1 |     |
| 4     | Finnland | 3   | 1 | 2 | 6  | 9  | −3 | 13 | 19 | −6 | 547 | 575 | −28  | 1   |               |  |     |     | —   |     |

### Gruppe 5
| Platz | Team        | Pld | W | L | MF | MA | MD | GF | GA | GD  | PF  | PA  | PD   | Pts | Qualifikation |  | GER | BEL | IRL | POR |
| ----- | ----------- | --- | - | - | -- | -- | -- | -- | -- | --- | --- | --- | ---- | --- | ------------- |  | --- | --- | --- | --- |
| 1     | Deutschland | 3   | 3 | 0 | 12 | 3  | +9 | 25 | 11 | +14 | 711 | 578 | +133 | 3   | Q             |  | —   | 3–2 | 5–0 | 4–1 |
| 2     | Belgien     | 3   | 2 | 1 | 8  | 7  | +1 | 21 | 17 | +4  | 710 | 681 | +29  | 2   |               |  |     | —   | 3–2 | 3–2 |
| 3     | Irland      | 3   | 1 | 2 | 5  | 10 | −5 | 13 | 23 | −10 | 590 | 679 | −89  | 1   |               |  |     | —   | 3–2 |     |
| 4     | Portugal    | 3   | 0 | 3 | 5  | 10 | −5 | 14 | 22 | −8  | 593 | 666 | −73  | 0   |               |  |     |     | —   |     |

### Gruppe 6
| Platz | Team        | Pld | W | L | MF | MA | MD  | GF | GA | GD  | PF  | PA  | PD   | Pts | Qualifikation |  | NED | ENG | ESP | AUT |
| ----- | ----------- | --- | - | - | -- | -- | --- | -- | -- | --- | --- | --- | ---- | --- | ------------- |  | --- | --- | --- | --- |
| 1     | Niederlande | 3   | 3 | 0 | 10 | 5  | +5  | 21 | 15 | +6  | 680 | 621 | +59  | 3   | Q             |  | —   | 3–2 | 3–2 | 4–1 |
| 2     | England     | 3   | 2 | 1 | 9  | 6  | +3  | 20 | 14 | +6  | 618 | 555 | +63  | 2   |               |  |     | —   | 3–2 | 4–1 |
| 3     | Spanien (H) | 3   | 1 | 2 | 9  | 6  | +3  | 20 | 13 | +7  | 624 | 569 | +55  | 1   |               |  |     | —   | 5–0 |     |
| 4     | Österreich  | 3   | 0 | 3 | 2  | 13 | −11 | 7  | 26 | −19 | 495 | 672 | −177 | 0   |               |  |     |     | —   |     |

### Gruppe 7
| Platz | Team       | Pld | W | L | MF | MA | MD  | GF | GA | GD  | PF  | PA  | PD   | Pts | Qualifikation |  | SUI | CZE | ISR | CRO |
| ----- | ---------- | --- | - | - | -- | -- | --- | -- | -- | --- | --- | --- | ---- | --- | ------------- |  | --- | --- | --- | --- |
| 1     | Schweiz    | 3   | 3 | 0 | 14 | 1  | +13 | 28 | 6  | +22 | 675 | 485 | +190 | 3   | Q             |  | —   | 4–1 | 5–0 | 5–0 |
| 2     | Tschechien | 3   | 2 | 1 | 10 | 5  | +5  | 24 | 12 | +12 | 669 | 585 | +84  | 2   |               |  |     | —   | 5–0 | 4–1 |
| 3     | Israel     | 3   | 1 | 2 | 4  | 11 | −7  | 10 | 23 | −13 | 523 | 669 | −146 | 1   |               |  |     | —   | 4–1 |     |
| 4     | Kroatien   | 3   | 0 | 3 | 2  | 13 | −11 | 7  | 28 | −21 | 564 | 692 | −128 | 0   |               |  |     |     | —   |     |

### Gruppe 8
| Platz | Team       | Pld | W | L | MF | MA | MD  | GF | GA | GD  | PF  | PA  | PD   | Pts | Qualifikation |  | TUR | EST | SCO | NOR |
| ----- | ---------- | --- | - | - | -- | -- | --- | -- | -- | --- | --- | --- | ---- | --- | ------------- |  | --- | --- | --- | --- |
| 1     | Türkei     | 3   | 3 | 0 | 14 | 1  | +13 | 29 | 4  | +25 | 678 | 469 | +209 | 3   | Q             |  | —   | 5–0 | 4–1 | 5–0 |
| 2     | Estland    | 3   | 2 | 1 | 7  | 8  | −1  | 18 | 19 | −1  | 664 | 654 | +10  | 2   |               |  |     | —   | 3–2 | 4–1 |
| 3     | Schottland | 3   | 1 | 2 | 6  | 9  | −3  | 15 | 20 | −5  | 604 | 626 | −22  | 1   |               |  |     | —   | 3–2 |     |
| 4     | Norwegen   | 3   | 0 | 3 | 3  | 12 | −9  | 8  | 27 | −19 | 505 | 702 | −197 | 0   |               |  |     |     | —   |     |